# Томоруґ Ілярій Омелянович
Іля́рій Омеля́нович Томору́ґ (5 травня 1893, с.Кадубівці — 1 травня 1930, Відень) — четар УГА.

## Біографія

### Родина та навчання
Народився в с. Кадубівці повіт Заставна на Буковині (тепер Заставнівського р-ну Чернівецької обл.) в шляхетській сімʼї народного вчителя Омеляна Томоруґа та Емілії, уродженої Бриндзан. З 1904/1905 по 1912/1913 навчальні рр. навчався в 2-й державній українсько-німецькій гімназії в Чернівцях, де влітку 1913 р. склав матуральні іспити. Гімназійний товариш Валеріана Павнеля. Записався на студії на юридичний факультет університету в Чернівцях, де провчився до війни лише 1 семестр.

### У лавах Української Галицької Армії
В 1914 р. мобілізований до війська. Під час війни потрапив в італійський полон, де важко хворів на червінку. Повернувшись з полону в 1918 р. був іменований хорунжим піхоти в резерві. Після розвалу Австро-Угорської монархії став на службу в українську армію як хорунжий УГА. Був приділений до технічних формацій УГА як один з організаторів автоколони УГА, яку довелося створювати майже на голому місці. За Збручем, де автоколону УГА реорганізовано в самохідний курінь, воював в піхотних частинах УГА. З 01.08.1919 р. іменований четарем піхоти 2-го Галицького  корпусу.

### Життєвий шлях після розформування частинУГА
Повернувся на Буковину влітку 1920 р. після розформування останніх частин УГА. Вже вдома в Кадубівцях захворів плямистим тифом. Після одужання 06.10.1920 р. отримав вихідне свідоцтво Чернівецького університету та виїхав на студії до Відня, де навчався в торгівельній академії. Активний учасник українського студентського життя у Відні як член академічного товариства «Січ». Завершивши вищі студії, багато років залишався без посади, мешкаючи в Чернівцях за адресою вул. Маршала Фоша, 62. В 1928 р. отримав посаду в торговій фірмі в Бухаресті, згодом в торговому представництві в Празі, де працював управителем.

### Смерть
Восени 1929 р. повернувся до Чернівців, за кілька місяців важко захворів на нирки. В супроводі батька виїхав на лікування до Відня, однак безуспішно. Помер у Відні, похований 03.05.1930 р. на центральному кладовищі Відня під спів імпровізованого хору, організованого віденськими українцями.